# Debian GNU/kFreeBSD
Debian GNU/kFreeBSD és un sistema operatiu que va treure el projecte Debian per les arquitectures d'ordinadors compatibles amb i486. És una distribució del sistema operatiu GNU amb el sistema de paquets de Debian i el nucli de FreeBSD, a diferència de la resta de variants del sistema operatiu GNU que utilitzen el nucli del Linux.
El sistema base del Debian GNU/kFreeBSD és totalment funcional, tot i que hi ha unes quantes errades que cal reparar i uns quants paquets per introduir al sistema. Tot i així ja ha sortit una versió no oficial d'aquest sistema operatiu. Cal tenir en compte que la k de kFreeBSD es refereix al fet que tan sols utilitza el nucli (Kernel, en anglès) de FreeBSD. Ja que FreeBSD és un sistema operatiu complet, cal indicar que el nucli que s'usa sobre Debian no és el mateix que utilitza FreeBSD.

## Ging
Debian GNU/kFreeBSD es pot provar utilitzant el Ging. Ging és una distribució en CD autònom basada en Debian GNU/kFreeBSD. Ging és un acrònim recursiu que significa Ging Is Not Ging. La versió 0.1.0, el Ging inclou l'l'entorn d'escriptori KDE 3.4, unes eines de toolchain completes amb gcc 4.0, i una barreja de les aplicacions de GNOME i KDE com Koffice, GIMP, Konqueror, etc.